# Тијана Малешевић
Тијана Малешевић (Ужице, 18. март 1991) бивша је српска одбојкашица, која је играла на позицији примача сервиса. За сениорску репрезентацију дебитовала је 2011. када је исте године освојила три медаље, злато на Европском првенству и у Европској лиги и бронзу на Гран прију. Пре тога играла је и за јуниорску репрезентацију са којом је освојила сребро на Европском првенству 2007.
Велики успех са репрезентацијом је остварила на Олимпијади у Рију кад је освојена сребрна медаља.
Освојила је златну медаљу на Светском првенству 2018. године у Јапану, прву у историји српске одбојке.
Године 2020. након завршене сезоне у румунском клубу Блаж, одлучила је да заврши професионалну каријеру.

## Успеси

### Репрезентативни
- Олимпијске игре: 2. место 2016.
- Светско првенство: 2018. Јапан -  златна медаља
- Европско првенство: 1. место 2011. и 3. место 2015,
- Свјетски куп : 2. место 2015,
- Свјетски гран при : 3. место 2011. и 2013,
- Европске игре : 3. мјесто 2015,
- Европска лига : 1. место 2009. и 2011, 3. место 2012.

### Клупски
- Првенство Швајцарске (2): 2011. и 2012.
- Куп Швајцарске (2): 2011. и 2012.
- Суперкуп Швајцарске (2): 2010. и 2011.
- Првенство Чешке (1): 2014
- Куп Чешке (1): 2014